# Eotetranychus paracernuus
Eotetranychus paracernuus är en spindeldjursart som beskrevs av Fabiola Feres 1986. Eotetranychus paracernuus ingår i släktet Eotetranychus och familjen Tetranychidae. Inga underarter finns listade i Catalogue of Life.